# Кейс-метод
Кейс-метод (англ. Case method, метод кейсів, метод конкретних ситуацій, метод ситуаційного аналізу) — техніка навчання, що використовує опис реальних економічних, соціальних і бізнес-ситуацій. Ті, що навчаються, повинні досліджувати ситуацію, розібратися в суті проблем, запропонувати можливі рішення і вибрати найкраще з них. Кейси ґрунтуються на реальному фактичному матеріалі або ж наближені до реальної ситуації.

## Історія кейс-методу
Метод було вперше застосовано у Гарвардській школі бізнесу в 1924 році, чиї викладачі швидко зрозуміли, що не існує підручників, потрібних для аспірантської програми в бізнесі. Їх першим розв'язком цієї проблеми було інтерв'ю з чільними практиками бізнесу і написання докладних звітів про те, чим займалися ці менеджери, а також про фактори, що впливають на їх діяльність. Слухачам надавали описи певної ситуації, з якою зіткнулася реальна організація в своїй діяльності, для того щоб ознайомитися з проблемою та знайти рішення самостійно і в ході колективного обговорення.
Кейс-метод широко використовується в бізнес-навчанні в усьому світі та продовжує завойовувати нових прихильників. Так, із 50-х років двадцятого століття бізнес-кейси набувають поширення в Західній Європі. Лідируючі бізнес-школи Європи INSEAD, LBS, HEC Paris, LSE, ESADE беруть найактивнішу участь не тільки у викладанні, а й у написанні таких кейсів.

## Класифікація кейсів

### За структурою
- Структуровані кейси (highly structured case) — короткий і точний виклад ситуації з конкретними цифрами і даними. Для такого типу кейсів існує певна кількість правильних відповідей. Вони призначені для оцінки знань і / або вмінь використовувати одну формулу, методику в певній галузі знань.
- Неструктуровані кейси (unstructured cases) — це матеріал із великою кількістю даних, призначений для оцінки стилю і швидкості мислення, вміння відокремити головне від другорядного і набуття навичок праці в певній галузі. Для них існує кілька правильних варіантів відповідей і зазвичай наявна можливість знаходження нестандартного розв'язку.
- Кейси першовідкривачів (ground breaking cases) можуть бути як дуже короткі, так і довготривалі. Спостереження за розв'язком такого кейсу дає можливість побачити, чи здатна людина мислити нестандартно, скільки креативних ідей вона може видати за відведений час. Якщо проходить груповий розв'язок, то чи може особа підхопити чужу думку, розвинути її та використати на практиці.

### За формою подання
- Паперові кейси
- Відеокейси
- Notts County 2.0

### За розміром
- Повні кейси (в середньому 20-25 сторінок) — призначені для командної роботи протягом декількох днів і зазвичай передбачають командний виступ для презентації свого розв'язку.
- Стислі кейси (3-5 сторінок) — призначені для розгляду безпосередньо на занятті й передбачають загальну дискусію.
- Міні-кейси (1-2 сторінки) - як і стислі кейси, призначені для розгляду в класі й часто використовуються як ілюстрації до теорії, яку викладають на занятті. Зазвичай міні-кейс може бути сформульований коротко, у вигляді одного-двох абзаців, і забезпечений питаннями, на які потрібно дати відповідь упродовж обговорення.

### За рівнем складності
- Кейси для бакалаврів
- Кейси для магістрів
- Кейси для програм МДА та курсів підвищення кваліфікації

### За дисциплінами
- Бухгалтерський облік
- Відносини бізнесу і держави
- Конкурентні стратегії
- Підприємництво
- Фінанси
- Менеджмент
- Управління кадрами
- Управління інформаційними системами
- Маркетинг
- Перемовини
- Операційний менеджмент
- Організаційна поведінка і лідерство
- Управління послугами
- Бізнес і соціальна відповідальність
- Психологія
- Соціологія

### За типами компаній
- Кейси про великий регіональний бізнес
- Кейси про малий і середній бізнес

### За регіонами
- Північноамериканські кейси
- Європейські кейси
- Кейси по країнам, що розвиваються, і країнам із перехідною економікою

## Сутність кейсу
Бізнес-кейс — це спеціально підготовлений навчальний матеріал, який відображає конкретну проблемну бізнес-ситуацію, що вимагає управлінських рішень із боку менеджменту компанії. У ході занять викладач скеровує студентів до пошуку таких рішень. За словами Джеймі Андерсона, професора зі стратегічного менеджменту в TiasNimbas Business School, Нідерланди, успішність бізнес-кейсу залежить від трьох критеріїв:
1. достатній обсяг первинних і статистичних даних;
2. участь топ-менеджера компанії в описі кейсу;
3. наявність захопливої бізнес-ситуації, що дозволяє застосувати різноманітні методи аналізу при пошуку рішення.

Згідно з дослідженнями, здійсненими ECCH, некомерційною організацією, що спеціалізується на розробленні й розвитку кейс-методу в бізнес-освіті, найбільшою популярністю, як у викладачів, так і у студентів, користуються кейси, засновані на польових дослідженнях (на відміну від кейсів, заснованих на опублікованих даних). Традиційно бізнес-кейс пишуть в партнерстві академічних викладачів і менеджерів компаній.
Сьогодні найбільшого поширення набули бізнес-кейси на основі досвіду праці північноамериканських компаній, оскільки саме там зародилася культура ситуаційного аналізу. Однак із кінця 90-х років діяльну роль у написанні кейсів починають брати професори європейських шкіл, відчуваючи нестачу національних ілюстрацій до бізнес-завдань. Завдяки міжнародним зв'язкам, діяльно залучаються до цього процесу й азійські школи. Так, наприклад, INSEAD, європейська бізнес-школа, розташована у Франції й Сінгапурі, є визнаним лідером у написанні бізнес-кейсів із діяльності міжнародних ринків. У 2008 році INSEAD перемогла в семи з дев'яти категорій ECCH European Case Award.